# Rivière Conefroy
La rivière Conefroy est un fleuve tributaire de la rive sud du Lac aux Feuilles lequel se connecte à la baie d'Ungava. La rivière Conefroy coule dans le territoire non organisé de la Rivière-Koksoak, de la région du Kativik, situé dans la région administrative du Nord-du-Québec, au Québec, au Canada.

## Géographie
Les principaux bassins versants de la rivière Conefroy sont : 
- côté nord : lac aux Feuilles ;
- côté est : rivière Koksoak
- côté sud : rivière Koksoak ;
- côté ouest : lac Lasalle, rivière Compeau.

Un lac de tête (longueur : 4,9 km ; altitude : 179 m) constitue la source de la rivière Conefroy. Ce lac est situé à l'est du lac Anderson (altitude : 195 m), à l'ouest du lac de Freneuse (altitude : 184 m) et au nord du lac Lizotte (altitude : 189 m). Ce deux derniers font partie du bassin versant de la rivière Koksoak qui passe au sud et à l'est.
Sur son cours de 15 km vers le nord, la rivière Conefroy la rivière Conefroy coule plus ou moins en parallèle à la rivière Compeau qui est situé du côté est. Dans sa descente vers le nord, la rivière Conefroy traverse plusieurs lacs notamment le lac Tuvaittulik (altitude : 173 m). La rivière se déverse sur une longue grève (à marée basse) dans la baie Makimmataliup, entre la Pointe Reef (côté ouest) et la Pointe Spur (côté est). Cette baie qui est située en face de Pointe Bluff, s'avère un échancrure du littoral sud du "passage aux Feuilles" (à la limite de la Passe de l'Algerine) lequel est interconnecté à la baie d'Ungava.

## Toponymie
Le toponyme rivière Conefroy figure sur les cartes topographiques depuis la seconde moitié du XXe siècle.
Cet hydronyme évoque l'œuvre de vie de Pierre Conefroy (1752-1816). Il était le fils de Robert Conefroy, d'origine normande et marchand très à l'aise à la fin du régime français. Conefroy a fait ses études au Séminaire de Québec. Il accède à la prêtrise en 1776. Dans ses obédiences successives, il exercera sa première cure à Lachine, à Pointe-Claire et à partir de 1790, à Boucherville. Lors de cette dernière cure, il cumulera aussi la fonction de vicaire général de l'évêque de Québec pour la région de Montréal, de 1808 jusqu'à son décès.
Conefroy était doué pour l'architecture. Il a conçu les plans et a dirigé la construction de plusieurs églises, surtout dans la région de Montréal. Conefroy contribua ainsi à l'établissement d'une style d'architecture religieuse propre au pays.
En langue inuktitut, ce cours d'eau est désigné sous l'appellation "Makimmataliup Kuunga", dont le sens reste vague.
Le toponyme Rivière Conefroy a été officialisé le 5 décembre 1968 à la Commission de toponymie du Québec.